# 吳竹銘
吳竹銘（1899年—1973年3月5日），字國勛。山東省諸城縣人。民國40年（1951年）在青島市選區遞補當選第一屆立法委員

## 生平[4][5]
- 內政部警官高等學校正科三期畢業
- 中央訓練團黨政班九期結業
- 革命實踐研究院二十一期結業
- 賑濟委員會委員兼第七救濟區特派委員
- 兵役部少將督察官
- 中央警官學校講師
- 青島市警察局督察處處長
- 民國62年3月5日病逝[6]